# Senja-fuda
Senja-fuda (jap. 千社札) – karta, tabliczka lub nalepka (współcześnie) wotywna z imieniem pielgrzyma, mocowana lub przylepiana m.in. na ścianach, bramach i filarach sintoistycznych chramów i świątyń buddyjskich w Japonii, mająca na celu zaznaczenie jego wizyty w danym miejscu.

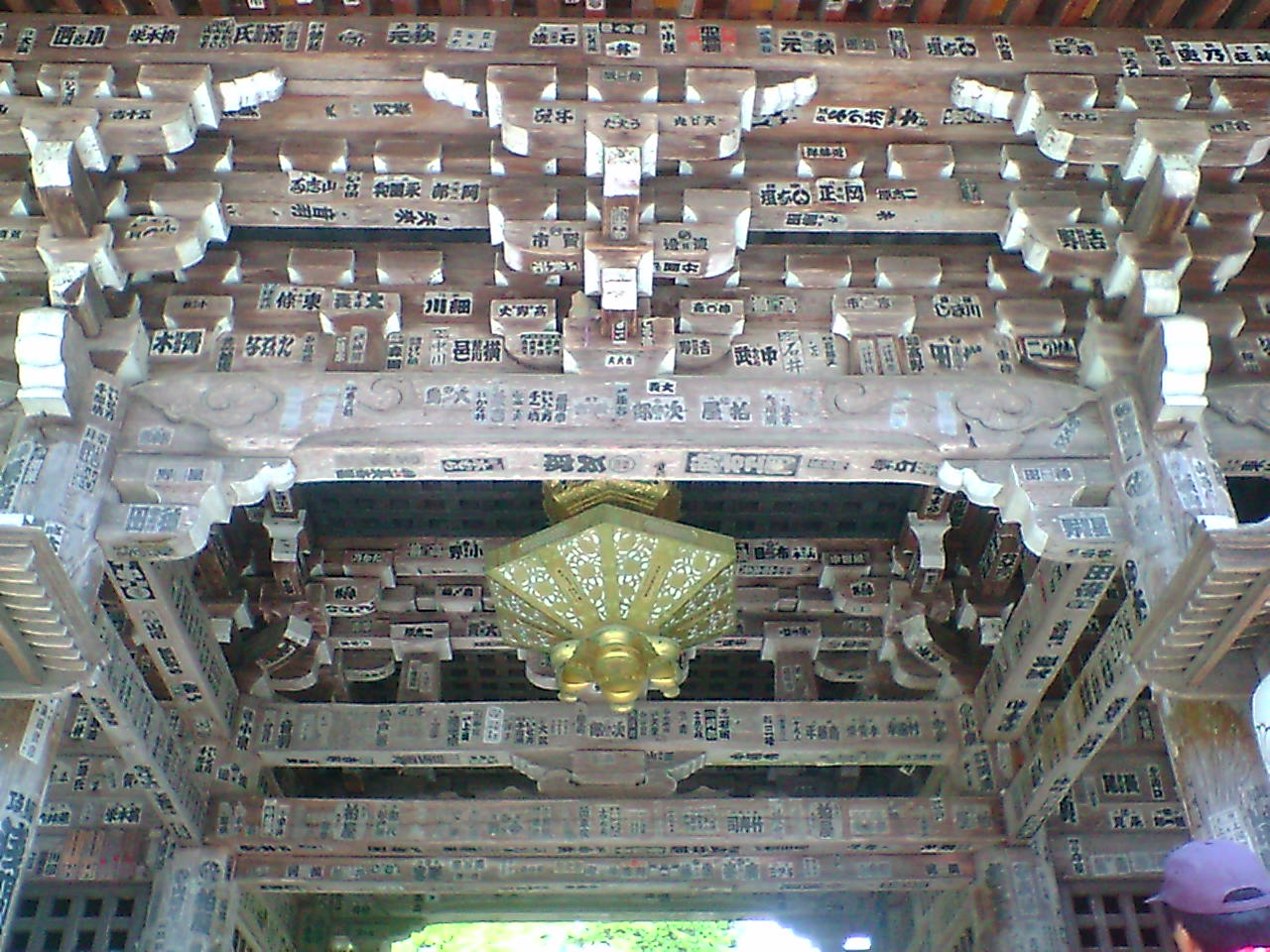
Senja-fuda w Kegon-ji, pref. Gifu

Tradycja umieszczania senja-fuda wywodzi się od cesarza Kazana (koniec X w.), który – aby uczcić swoją pielgrzymkę do danej świątyni – pisał specjalnie na tę okazję skomponowany wiersz i umieszczał go na bramie świątyni.
W owych czasach tylko ludzie z klas uprzywilejowanych mogli pozwolić sobie na odbywanie pielgrzymek (jap. 千社詣で, senja-mōde). Starali się przy tym odwiedzać możliwie najwięcej miejsc kultu, stąd też odwołanie do tysiąca chramów/świątyń (jap. 千社, senja) w nazwie. Zwyczaj przyjął się szerzej w okresie Muromachi, w okresie Edo kolejne klasy społeczne uzyskały możliwość podróżowania, a co za tym idzie przejęły tradycje senja-fuda i przemodelowały ją na swoistą rywalizację o liczbę odwiedzanych świątyń.
Wyróżnia się dwa rodzaje senja-fuda. Pierwsze nazywane są nari-fuda (jap. 貼札, karty do przyklejania), daimei-fuda (jap. 題名札, karty tytularne) lub daimei-nōsatsu (jap. 題名納札, wotywne karty tytularne). Drukowane są w czerni i bieli, służą oznaczeniu wizyty pątnika w danej świątyni. Drugi rodzaj stanowią bogato zdobione, kolorowe karty służące do wymiany pomiędzy pątnikami, z tego też powodu nazywane są iro-fuda (jap. 色札, kolorowe karty) lub kōkan-nōsatsu (jap. 交換納札, wotywne karty na wymianę). Kolorowe karty można dziś zobaczyć jedynie w muzeach i prywatnych kolekcjach. Najwspanialsze z nich są prawdziwymi dziełami sztuki spod ręki mistrzów ukiyo-e: Hiroshige Andō, Eisen Keisai, Kuniyoshi Utagawa.
Aby umieścić senja-fuda w obiekcie świątynnym, należy wpierw przejść odpowiedni rytuał modlitewny, uzyskać zgodę na pozostawienie karty/tabliczki, wnieść opłatę w wysokości kilkuset jenów i otrzymać stempel świątyni w książeczce pielgrzyma. Następnie należy znaleźć dla niej odpowiednie miejsce. Podstawowe zasady zabraniają umieszczania senja-fuda w miejscach ważnych z punktu widzenia wartości zabytkowej, kulturalnej i na tablicach pamiątkowych. Nie można zakrywać kart innych osób swoją własną. Istnieją dwie szkoły doboru dobrego miejsca dla senja-fuda. Jedni preferują miejsca, gdzie ich wotum będzie łatwo dostrzegalne, inni poszukują natomiast miejsca na uboczu, chronionego przed słońcem i deszczem. Wspólna zasada dla obu szkół brzmi: im wyżej tym lepiej. Do umieszczania etykietek na wysokości używa się specjalnie do tego celu przygotowanych bambusowych tyczek, z zamontowaną na końcu szczoteczką do odgarniania kurzu z powierzchni drewna. Do przyklejania wykorzystuje się specjalnie do tego celu przeznaczony klej.
Liczba świątyń zabraniających przyklejania senja-fuda na swoim terenie stale się zwiększa. Wiąże się to z nieprzestrzeganiem zasad przez pątników, którzy przyklejają karty w zabronionych miejscach lub też robią to bez przejścia rytuału modlitewnego, czy też bez zapłaty w świątyni. Kolejnym problemem są tanie wlepki przypominające senja-fuda, które można kupić w centrach gier lub przez internet za cenę około 1 000 jenów. Zastosowany w nich klej niszczy powierzchnie drewniane.